# Kristofers landslag
Kristofers landslag instiftades under Kristofer av Bayerns regeringstid och är från år 1442. Den var en omarbetad version av Magnus Erikssons landslag. Lagen trycktes år 1608 med kompletteringar ur gammaltestamentlig rätt och kom då att gälla fram till 1734 års lag, som trädde i kraft 1736.

## Historia
Det är oklart om den verkligen stadfästes av kungen; i varje fall användes Magnus Erikssons landslag länge vid sidan om den nya lagen. Karl IX lät 1608 trycka Kristoffers landslag med en stadfästelse och avgjorde därmed frågan om vilken lag som gällde. Denna kallas ofta "1608 års lag".
I den nya tryckningen kompletterades lagen med tillägg ur Moseböckerna från bibeln (Mosaiska lagen).  De gammaltestamentliga straffsatserna användes när de lokala domstolarna utdömde straff, men var så drakoniska att hovrätterna, till vilka domar skulle rapporteras innan de verkställdes, som regel brukade mildra dem med hänvisning till förmildrande omständigheter.
I stadfästelsen gavs domarna rätt att fortsätta att använda de gamla landskapslagarna när landslagen eller senare lagstiftning inte gav ledning.
Landslagen var i bruk fram till dess att 1734 års lag började tillämpas.

## Balkar
Kristofers landslag omfattade följande balkar:
- Byggningabalken
- Dråp med vilja
- Dråp med våda
- Edsöresbalken
- Giftomålsbalken
- Högmålsbalken
- Jordabalken
- Konungsbalken
- Köpmålabalken
- Såramål med vilja
- Såramål med våda
- Tingsmålsbalken
- Tjuvabalken
- Ärvdabalken

Hänvisningar finns till Konung Göstaffs förklaring, Konung Eriks förklaring, Västerås stadga med flera.